# ETH Zürich
L'ETH Zürich (Eidgenössische Technische Hochschule Zürich, en alemany) o Escola Federal Politècnica de Zúric és una reconeguda universitat pública de Zúric (Suïssa) capdavantera a nivell mundial en els camps de la ciència i la tecnologia. En el Rànquing de Xangai de 2021 estava classificada la 21a del mon i primera suïssa. Es va fundar l'any 1855 com una escola superior politècnica especialitzada en ciències exactes, polítiques i humanístiques.
Durant més de 150 anys s'ha especialitzat en la formació i recerca tècnica i científica que li ha donat com a fruit 21 Premis Nobel guanyats per alguns dels seus investigadors i professors, entre ells Albert Einstein).
L'escola se centra principalment en la ciència, la tecnologia, l'enginyeria i les matemàtiques, tot i que els seus 16 departaments abasten una varietat de disciplines i temes.
A la part francòfona de Suïssa es troba la seva Universitat parella, l'École Polytechnique Fédérale de Lausanne (Escola Politècnica Federal de Lausana).

## Història
El 7 de febrer de 1854, el consell federal suís va signar la llei per a la creació d'una escola federal politècnica ("Eidgenössische Polytechnische Schule") en conjunt amb una escola per a ciències exactes, polítiques i humanes.
La nova institució volia brindar un coneixement teòric i pràctic d'acord amb la revolució industrial que hi havia a Europa en aquests moments. Gràcies a l'agradable clima que regnava a l'ETH-Zúric, molts estudiants de tot Europa van ingressar, igual que científics de renom com Kinkel, de Sanctis, Cherbuliez, Clausius, Reuleaux, Semper i Georg Joseph Sidler.
La ETH-Z va començar el seu procés de construcció. En aquesta època es va construir l'edifici principal (Hauptgebäude), que va ser dissenyat per Samper, a més del seu laboratori de màquines, l'edifici de química i de física. Es van fundar les associacions d'estudiants, els departaments d'agricultura i ciències militars.
Des de 1904 va començar el debat entorn del canvi de nom, de Polytechnikum a Eidgenössische Technische Hochschule, d'acord amb els canvis que estaven fent les institucions d'ensenyament alemanyes. Aquest canvi va ser efectiu l'any 1911. En aquests anys, la ETH va començar el seu procés de separar-se d'altres institucions federals, tant de la Universitat de Zúric com del cantó i de la ciutat de Zúric.
A més del canvi en el nom, l'any 1908, la institució va iniciar el procés de reestructurar tant les matèries com el sistema d'ensenyament d'acord amb el que l'època requeria. En 1909, es van atorgar els primers títols de doctorat a sis a l'àrea de química, dues en enginyeria mecànica i un en ciències naturals.
Després de la Primera Guerra Mundial, es va consolidar la creació d'instituts amb finançament mixt dins de la institució. Amb el pas del temps, la universitat va ser focalitzant els rols nacionals d'informació. Tant en la indústria com en la ciència, l'ETH començava a ser un referent.

Pel que concerneix la infraestructura, els laboratoris van seguir construint-se. En 1929 es va crear el laboratori d'aigües i hidrologia, en 1933 l'institut de física experimental, en 1937 l'institut de desenvolupament industrial, amb el que es va notar que la universitat requeria un lloc més ampli per continuar la seva expansió, la qual cosa va concloure l'any 1961 amb l'inici de les obres de la primera etapa del seu nou campus als afores de Zúric, en el districte de Hönggerberg. Per a aconseguir-ho es va crear l'any 1952 la Fundació Nacional Suïssa de la Ciència, que era l'encarregada d'aconseguir els fons necessaris. En 1954 es tenien ja recaptats 444 milions de francs suïssos per a l'ampliació.

Edificis de l'ETH al Campus de Hönggerberg

A partir de 1973, igual que la resta del món, les universitats van haver d'anar evolucionant d'acord amb la creixent innovació tecnològica per convertir-se en punts generadors de tecnologia i no només simples consumidors. Pel que en aquesta època, la ETH va haver de flexibilitzar els seus programes de recerca per a aconseguir els avançaments tecnològics necessaris i para això van buscar aliances estratègiques amb diverses empreses importants. Gràcies a això a la dècada de 1980 es van impulsar la creació de nous departaments i noves carreres com informàtica, ciència de materials i ciències del medi ambient. A partir d'aquest moment, la universitat (que ja comptava amb un gran prestigi) va seguir el seu camí acompanyada de l'avanç científic i de la innovació requerida per convertir-se en una universitat capdavantera al món.
En els últims anys l'ETH ha complert amb diversos estàndards de qualitat que tant el govern federal suís com la Unió Europea i països del primer món han requerit; un d'aquests exemples és la reforma aprovada en el Procés de Bolonya. Els títols atorgats en els seus nivells d'ensenyament com els seus avenços científics i tecnològics porten sempre la qualitat que la universitat ha guanyat. En els anys 2005, 2006 i 2007 el rànquing d'universitats del món li va atorgar el lloc 27, sent la cinquena millor universitat d'Europa i la millor universitat del seu país.

Pavelló esportiu del Campus Hönggerberg

En el 2005, en complir-se els 150 anys de la seva fundació, les festivitats no van cessar. A més es va engegar el projecte Science City, que pretén convertir el campus Hönggerberg en una ciutat científica on els estudiants i docents puguin realitzar totes les seves activitats sense sortir d'aquesta ciutat universitària.

## Campus

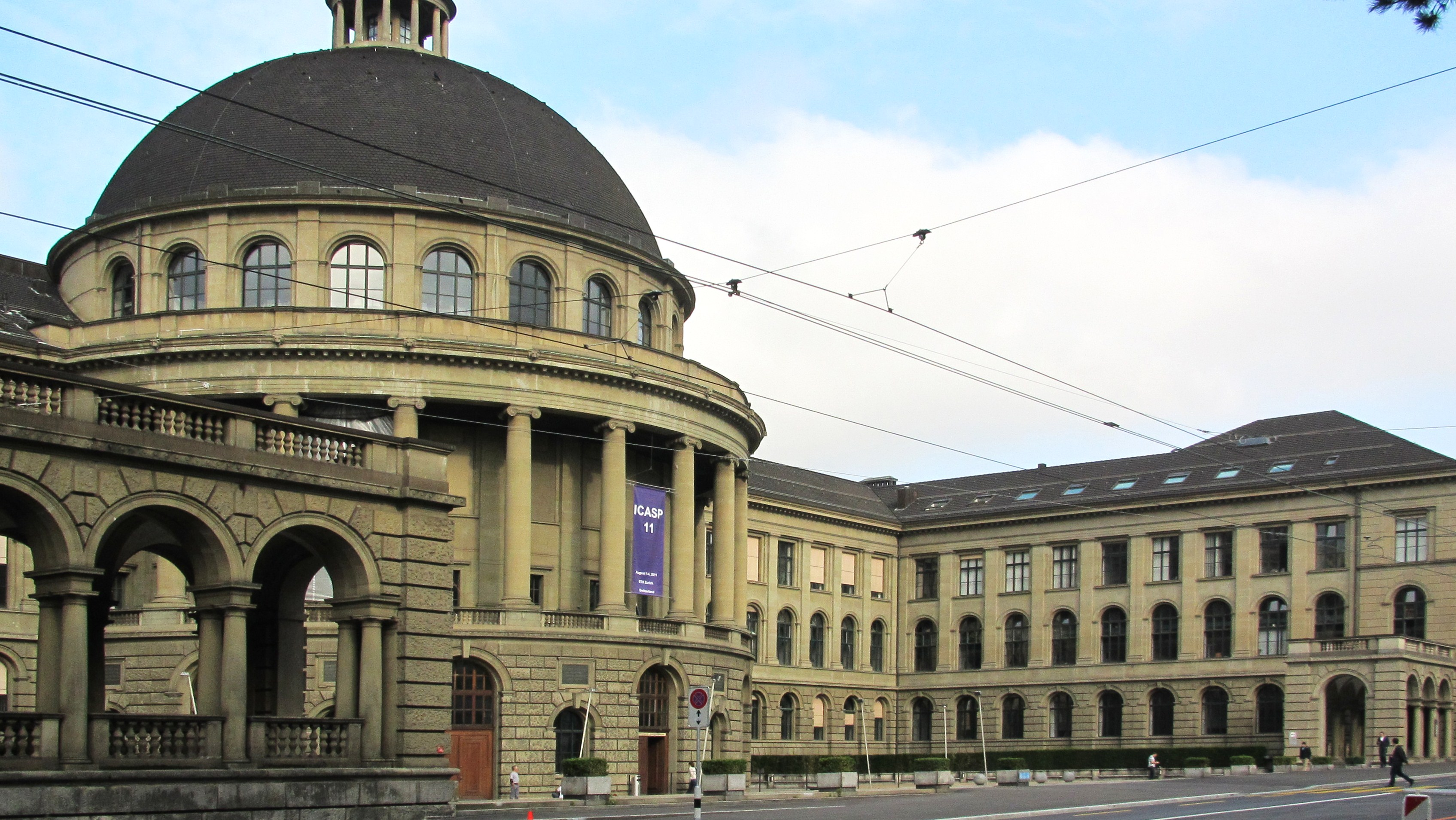
Edifici principal del Campus Zentrum

La ETH té dos campus com s'ha dit més amunt, un al centre de la ciutat (Zentrum) i un altre en Hönggerberg. El campus central confina amb la Universitat de Zúric, l'Universitätspital i el col·legi del cantó (Kantonschule). En realitat no es tracta d'un campus tancat; per contra, és un conjunt d'edificis i oficines circumdants al Hauptgebäude, que va ser dissenyat per Gottfried Semper, que era professor d'arquitectura en aquells moments. Es troba en una zona cèntrica de la ciutat, al que es pot accedir fàcilment des de l'estació central de tren de Zúric (Hauptbahnhof) amb el tramvia o fins i tot caminant.
El campus de Hönggerberg és més modern, té al voltant de 50 anys i es va construir perquè no es podia ampliar més el campus Zentrum. Es va construir principalment entre 1964 i 1976, encara que la major construcció es va acabar en 2003 amb els departaments de ciència de materials, arquitectura, enginyeria civil, física, biologia i química. El campus està allunyat del campus Zentrum uns 20 minuts en transport públic i uns 25 minuts des de l'estació central del tren.

## Admissions
Per a l'ingrés als estudis de pregrau (Bachelor), hi ha dues modalitats: una per als estudiants que tenen el batxillerat suís (eidgenössisch anerkannten gymnasialen Maturitätsausweis) i una altra pels quals no ho tenen. Els que tenen aquest Schweizer Maturität o algun equivalent deuen només inscriure's en l'oficina d'ingrés. Pels altres, varia si el títol més alt que tinguin revalida amb el CH-Maturität. Els aspirants han d'inscriure's primer en l'oficina d'admissió, on se'ls dirà si el seu títol és equivalent, i en cas contrari hauran de realitzar unes proves d'ingrés (Aufnahmeprüfung) en les matèries corresponents a la seva carrera a més d'una prova de coneixement de l'idioma alemany (Deutsch-Kenntnis-Prüfung). A pesar que l'idioma en el qual es cursaran els estudis és l'alemany, les proves poden donar-se en qualsevol dels quatre idiomes oficials a Suïssa.
La ETH també brinda l'opció d'ingressar a nivells d'estudis més avançats; per a això els estudiants han d'inscriure's igualment a l'oficina d'admissió i, depenent del lloc on hagin cursat els seus estudis, poden revalidar les matèries cursades en altres universitats si estan en un segon any d'estudis. Els estudiants d'universitats a Suïssa, Alemanya, Àustria, Itàlia i França només necessiten presentar els seus certificats dels estudis cursats.
Per a l'ingrés a carreres de Màster, l'ETH requereix que l'aspirant tingui un títol equivalent al Bachelor of Arts o Bachelor of Science. La sol·licitud d'admissió s'ha d'enviar per escrit adjuntant una còpia del seu títol corresponent. Diverses carreres de Màster en la ETH es poden fer també en anglès. Moltes carreres s'imparteixen primordialment en alemany però es necessita un bon coneixement d'anglès per a certes matèries i unes altres són primordialment en anglès amb algunes matèries en alemany. També existeixen carreres que únicament són en anglès.

## Innovació

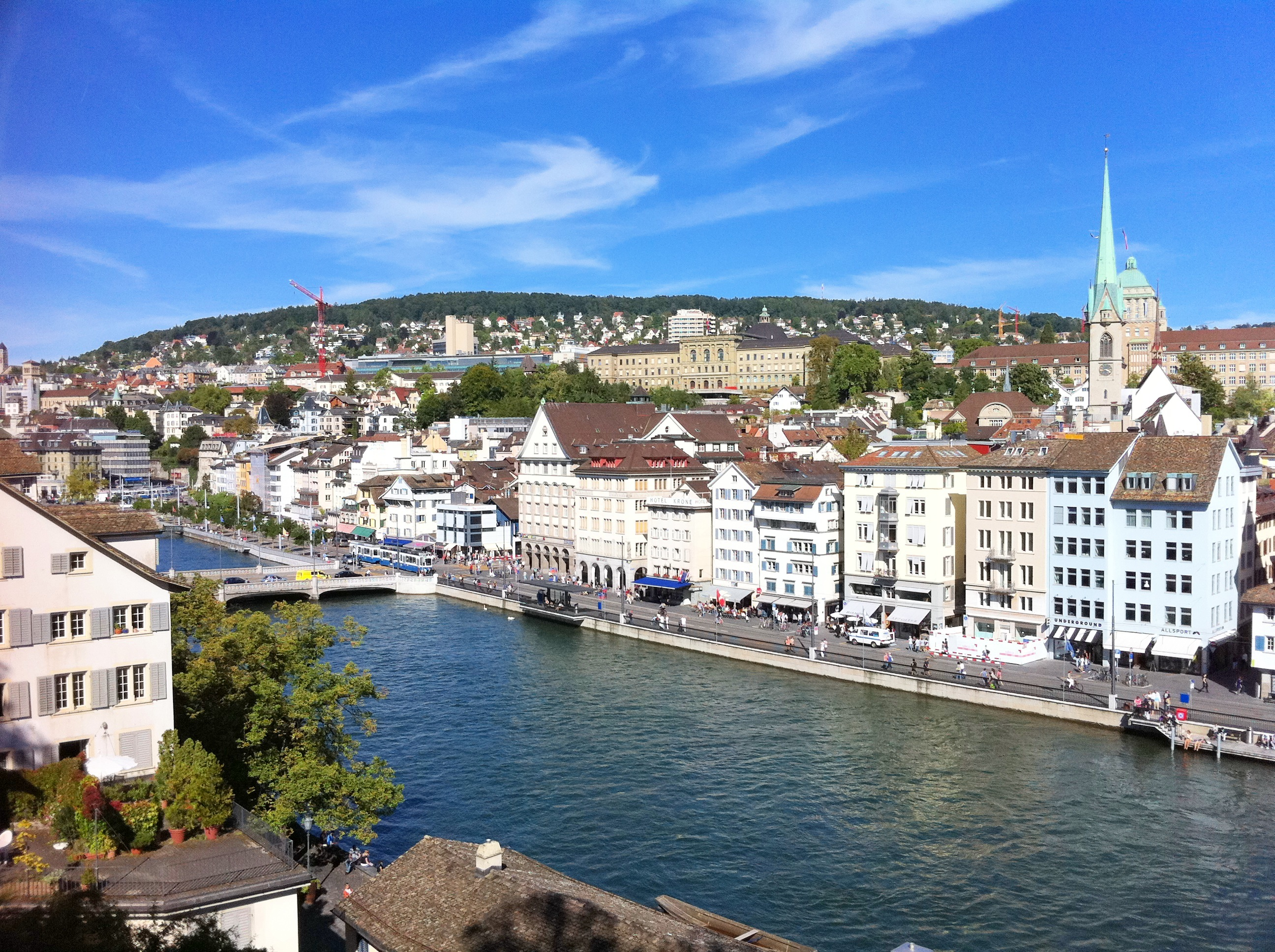
A la llunyania es pot veure una vista sobre Niederdörfli, l'edifici principal de l'ETH Zurich

### Casa Projecte Estudiantil
El 2017, la junta de l'ETH Zurich va aprovar la creació d'una "Casa de Projectes d'Estudiants" per fomentar els projectes dels estudiants i fomentar la innovació. Al campus de Hönggerberg es va establir una prova que consistia en un espai de creació i un espai de treball conjunt, seguit d'un espai de 6 pisos prop de l'edifici principal de l'ETH Zurich. Ambdues ubicacions funcionen com una entitat unificada a efectes de qualificacions, personal i presa de decisions. Tot i que ambdós makerspaces ofereixen eines similars, el central és significativament més gran i també acull un auditori de lloguer, destinat a presentar projectes als professors per obtenir finançament, i un bar.
Ambdós espais de creació inclouen espais de treball per a treballs de fusta i metall, fabricació d'electrònica, així com una sèrie d’impressores 3D perquè els estudiants les utilitzin amb un cost de material una mica superior. Tots dos també inclouen una botiga perquè els estudiants compren articles com resistències en quantitats inferiors a les habituals, alhora que transmeten els estalvis de les compres a granel. Els makerspaces estan gestionats i dotats íntegrament per estudiants, que es paguen en crèdit de botiga. S'espera que s'obri un nou espai al campus de Hönggerberg el 2024.

### Spin-offs
L'ETH Zurich promou la transferència de tecnologia i coneixement a través d'un ecosistema emprenedor per fomentar spin-offs i start-ups. A partir del 2022, s'havien creat 527 empreses derivades de l'ETH Zurich.

## Equips de competició
L'ETH Zurich compta amb tres equips de competició destacats que realitzen investigacions en diferents camps populars i competeixen a l'escenari mundial. La majoria d'aquests equips tenen la seu al parc d'innovació suís prop de Dübendorf.

### ARIS
Iniciativa de vol espacial acadèmic suís (ARIS) (alemany: Akademische Raumfahrt Initiative Schweiz </link>) és una organització de l'ETH Zurich que se centra en el desenvolupament de tecnologies relacionades amb l'espai. L'àrea d'investigació més destacada és el desenvolupament d'un coet de ressonància que es fa volar anualment a la Copa Amèrica de l'Espaiport. ARIS també dedica els seus recursos al progrés acadèmic dels vols espacials i acull projectes que van des del desenvolupament de motors de coets híbrids fins a la investigació de càrrega útil.

#### Assoliments
- ARIS va guanyar el 2n lloc a la Spaceport America Cup 2019 en els 10k ft COTS Repte del motor.[17]

### AMZ
L'Associació Acadèmica d'Esports de Motor (alemany: Akademischer Motorsportverein Zürich) és l'equivalent de l'ETH Zurich d'un equip de Fórmula 1, que desenvolupa vehicles esportius elèctrics i sense conductor que competeixen a Formula Student.

#### Assoliments
AMZ ha demostrat ser un dels equips més reeixits de la història de Formula Student, amb un total de 13 victòries generals (al setembre de 2021) a Formula Student Events. El més destacat va ser la doble victòria a la Formula Student Germany (FSG) en elèctric, així com en la categoria Driverless (cotxe de conducció autònoma). A més, AMZ va ser líder del rànquing mundial de Formula Student el 2013 - 2015, 2017 i 2018. L'equip també va dominar la categoria de conducció autònoma des de la seva introducció el 2017 durant tres anys, guanyant tots els esdeveniments als quals va assistir amb el cotxe autònom fins a FSG 2021. El 2015, i de nou des del 2016, el seu cotxe grimsel ostenta el rècord mundial oficial Guinness d'acceleració més ràpida d'un cotxe elèctric, aconseguint 0-100 km/h en 1,513 segons.

### Swissloop
Swissloop és l'equip de competició més nou de l'ETH Zurich que està treballant en el desenvolupament d'un sistema Hyperloop.
El Polyball anual és l'esdeveniment públic més prestigiós de l'ETH Zurich, amb una llarga tradició des de la dècada de 1880. A finals de novembre, el Polyball acull uns 10.000 ballarins, amants de la música i festes a l'edifici principal de l'ETH Zurich, molt decorat.